# Steve Tasker
Steven Jay Tasker (Smith Center, 10 aprile 1962) è un ex giocatore di football americano statunitense che ha militato nei ruoli di wide receiver e gunner nella National Football League (NFL). Al college ha giocato a football alla Northwestern University.

## Carriera professionistica
Tasker fu scelto nel nono giro (226º assoluto) del Draft NFL 1985 dagli Houston Oilers dove giocò per due stagioni. Firmò in qualità di svincolato coi Buffalo Bills l'8 novembre 1986.
Tasker, oltre che come wide receiver, giocò principalmente come gunner sui punt e kickoff. Dopo essersi unito Buffalo Bills, fu impiegato maggiormente anche come ricevitore, dove però era chiuso da altri talenti presenti in squadra. In una gara di playoff del 1994 contro i Los Angeles Raiders, aprì la strada al primo touchdown della sua squadra con un ritorno di kickoff da 67 yard. Inoltre ricevette 5 passaggi per 108 yard e un touchdown nella vittoria di Buffalo nei playoff del 1986 contro i Miami Dolphins.
Tasker era alto solamente 175 cm ma malgrado la stazza minuta per un giocatore di football si guadagnò la reputazione di uno dei colpitori più feroci della lega, forzando diversi fumble. Grazie alla sua velocità inoltre, era spesso il primo giocatore a raggiungere il kick returner avversario. Fu il primo giocatore a imporsi come stella giocando solamente negli special team senza essere un kicker o un ritornatore. Fu convocato per sette Pro Bowl ed l'unico membro degli special team ad essere stato premiato come miglior giocatore della gara, nel 1993. Molti, incluso il suo ex compagno di squadra e membro della Pro Football Hall of Fame Jim Kelly ritengono Tasker il miglior giocatore degli special team di tutti i tempi. NFL Network l'ha posizionato al numero 9 nella classifica dei migliori giocatori che non fanno parte della Hall of Fame.

## Palmarès

### Franchigia
- American Football Conference Championship: 4

Buffalo Bills: 1990, 1991, 1992, 1993

### Individuale
- MVP del Pro Bowl: 1

1992
- Convocazioni al Pro Bowl: 7

1987, 1990, 1991, 1992, 1993, 1994, 1995
- All-Pro: 7

1987, 1990, 1991, 1992, 1993, 1994, 1995
- Formazione ideale del 50º anniversario dei Buffalo Bills
- Buffalo Bills Wall of Fame

## Statistiche
| Ricezioni     | 51  |
| Yard ricevute | 779 |
| Touchdown     | 9   |